# Коваленко Іван Микитович
Іван Микитович Коваленко (нар. 1899 — ?) — український радянський діяч, голова колгоспу імені Леніна Синельниківського району Дніпропетровської області. Депутат Верховної Ради СРСР 4-го скликання (в 1955—1958 роках).

## Життєпис
Народився в селянській родині.
Член ВКП(б).
На 1955 рік — голова колгоспу імені Леніна села Новоолександрівки Синельниківського району Дніпропетровської області.
Потім — на пенсії.

## Нагороди
- орден Трудового Червоного Прапора (26.02.1958)
- ордени
- медалі